# Nikki Reed
Nicole Houston "Nikki" Reed, född 17 maj 1988 i West Los Angeles i Kalifornien i USA, är en amerikansk skådespelare, manusförfattare, sångare och låtskrivare som bland annat har medverkat i filmerna Tretton, Lords of Dogtown, Twilight och i TV-serien OC.
Reed skrev manuset till filmen Tretton på sex dagar när hon var på skidsemester, tillsammans med regissören Catherine Hardwicke. Manuset är en självbiografi och handlar om hennes rebelliska liv som trettonåring. Hon spelar vampyren Rosalie Hale i filmen Twilight, också den regisserad av Catherine Hardwicke, baserad på Stephenie Meyers bästsäljande roman.

## Privatliv
I oktober 2011 gifte sig Reed med Paul McDonald. Reed ansökte om skilsmässa i maj 2014 och skilsmässan slutfördes den 2 januari 2015. I april samma år gifte sig Reed med Ian Somerhalder. Parets dotter föddes i augusti 2017 och deras son i juni 2023.

## Filmografi
| År        | Titel                                     | Roll                | Övrigt        |
| --------- | ----------------------------------------- | ------------------- | ------------- |
| 2003      | Thirteen                                  | Evie Zamora         |               |
| 2005      | Man of God                                | Zane Berg           |               |
| 2005      | Lords of Dogtown                          | Kathy Alva          |               |
| 2005      | American Gun                              | Tally               |               |
| 2006      | OC                                        | Sadie Campbell      | gästroll      |
| 2006      | Mini's First Time                         | Mini                |               |
| 2006      | Justice                                   | Molly Larusa        |               |
| 2007      | Cherry Crush                              | Shay Bettencourt    |               |
| 2007      | Reaper                                    | Andi                | ej sänd pilot |
| 2008      | Twilight                                  | Rosalie Hale Cullen |               |
| 2008      | Familiar Strangers                        | Allison             |               |
| 2009      | Chain Letter                              | Jessie              |               |
| 2009      | Privileged                                | Lauren Carrington   |               |
| 2009      | New moon                                  | Rosalie Hale Cullen |               |
| 2009      | Last Day of Summer                        | Stefanie            |               |
| 2010      | Eclipse                                   | Rosalie Hale Cullen |               |
| 2011      | The Twilight Saga: Breaking Dawn - Part 1 | Rosalie Hale Cullen |               |
| 2012      | The Twilight Saga: Breaking Dawn - Part 2 | Rosalie Hale Cullen |               |
| 2015      | A Sunday Horse                            | Debi Walden         |               |
| 2015-2016 | Sleepy Hollow                             | Betsy Ross          | Tv-serie      |